# Takuya Kokeguchi
Takuya Kokeguchi (jap. 苔口 卓也 Kokeguchi Takuya; ur. 13 lipca 1985) – japoński piłkarz. Obecnie występuje w Kataller Toyama.

## Kariera klubowa
Od 2004 roku występował w klubach Cerezo Osaka, JEF United Ichihara Chiba i Kataller Toyama.

## Kariera reprezentacyjna
W 2005 roku Takuya Kokeguchi zagrał na Mistrzostwach Świata U-20.